# Benjamin Williams Crowninshield

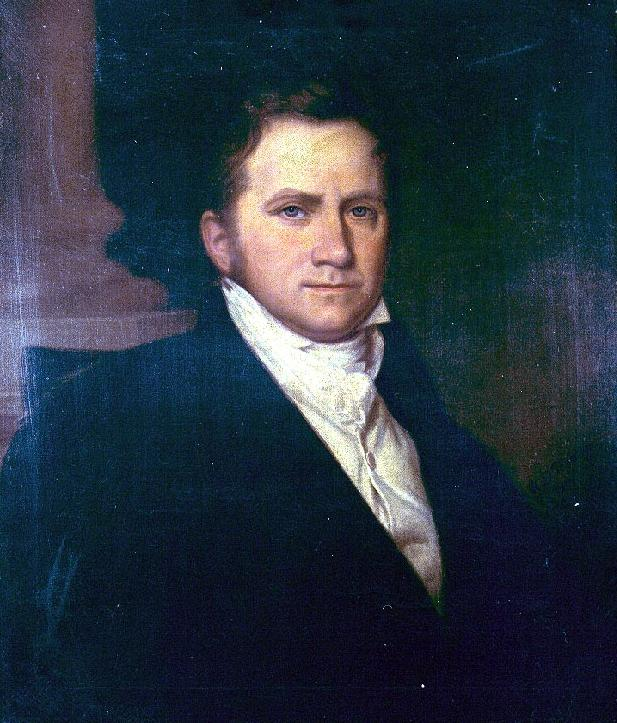
Benjamin Williams Crowninshield

Benjamin Williams Crowninshield (* 27. Dezember 1772 in Salem, Province of Massachusetts Bay; † 3. Februar 1851 in Boston, Massachusetts) war ein US-amerikanischer Politiker, der unter den Präsidenten James Madison und James Monroe als Marineminister der USA amtierte.
Crowninshield entstammte einer der vornehmsten Familien Neuenglands, die zu den sogenannten Brahmanen von Boston zählte. Sein Vater war ein Kapitän und Geschäftsmann, unter dem Benjamin Crowninshield zunächst auch selbst in der Firma Geo. Crowninshield & Sons seine berufliche Laufbahn begann. Im Jahr 1811 entschied er sich zum Wechsel in die Politik und wurde für ein Jahr Abgeordneter im Repräsentantenhaus von Massachusetts; 1812 gehörte er dem Senat von Massachusetts an, zu diesem Zeitpunkt noch als Mitglied der Föderalistischen Partei.
Am 19. Dezember 1814 berief Präsident Madison ihn als Secretary of the Navy in sein Kabinett. Dieses Amt hatte knapp zehn Jahre zuvor schon sein Bruder Jacob bekleiden sollen, der nach der Nominierung durch Präsident Thomas Jefferson und der Bestätigung durch den Senat jedoch aufgrund gesundheitlicher Probleme verzichtete. Benjamin Crowninshield trat sein Amt im Januar 1815, kurz vor dem Ende des Britisch-Amerikanischen Krieges, an und stand vor der Aufgabe, den Übergang zur Friedenszeit zu organisieren. Dazu gehörte die Einbeziehung des neu geschaffenen Board of Navy Commissioners in das administrative System, ebenso der Bau von Linienschiffen. Er war zudem an der Strategie für den zweiten Barbareskenkrieg beteiligt.
Nachdem James Monroe im März 1817 als US-Präsident auf James Madison gefolgt war, behielt Crowninshield zunächst seinen Posten; am 1. Oktober 1818 trat er dann aber zurück. Danach wurde er zunächst wieder in Massachusetts politisch aktiv und gehörte ab 1821 dem dortigen Repräsentantenhaus an. Im Jahr darauf wurde er für seinen Staat ins US-Repräsentantenhaus gewählt. Er war ein Anhänger von John Quincy Adams und Henry Clay, für deren National Republican Party er nach mehrfacher Wiederwahl letztlich bis zum 3. März 1831 im Kongress saß. 1830 verlor er die Wahl und schied aus dem Parlament aus. Im Jahr 1833 war er noch einmal Abgeordneter im Repräsentantenhaus seines Heimatstaates, ehe er sich aus der Politik zurückzog.
Im Gedenken an den 1851 verstorbenen Marineminister wurde der Zerstörer USS Crowninshield nach ihm benannt. Sein Ururenkel Charles Francis Adams war von 1929 bis 1933 ebenfalls Secretary of the Navy.